# Союз прогрессивных политических сил
«Союз прогрессивных политических сил» (СППС) — российский либеральный двухпартийный политический альянс между «Новыми людьми» и «Партией роста».

## История

### Предыстория
В мае 2020 года директор по исследованиям фонда ИСЭПИ Александр Пожалов заявил, что не видит никаких электоральных различий между «Партией роста» и «Новыми людьми», назвав их обеих либеральными.
В 2021 году «Московская газета» сообщила, что у «Новых людей» и «Партии роста» общий электорат на парламентских выборах, обе партии будут бороться за одного избирателя. Советник губернатора Псковской области Антон Сергеев допустил возможность слияния «Партии роста» и «Новых людей».

### Основание
27 июня 2023 года «Новые люди» и «Партия роста» заключили политический союз, чтобы не конкурировать друг с другом на региональных выборах 2023 года. Об этом заявили лидеры партий Алексей Нечаев и Борис Титов. Партии создадут совместный штаб по региональным выборам. В частности, планируется не выставлять кандидатов от партий в одних и тех же округах на выборах в городские думы и законодательные собрания. Поскольку юридически сформировать блок без слияния партий, которое пока не планируется, нельзя, то сотрудничество сторон будет выражаться в отсутствии конкуренции в одних и тех же округах и поддержке кандидатов друг друга.

## Участие в выборах
Хотя партии начали выдвижение кандидатов для участия в ЕДГ-2023 до принятия решения о создании предвыборного союза, после этого они начали работу по «разведению» кандидатов в одних и тех же округах либо выдвижению общих кандидатов. Так, в Псковской области партия «Новые люди» отказалась от выдвижения собственного кандидата в губернаторы и поддержала представителя Партии роста Игоря Романова. На выборах мэра Москвы в тройку кандидатов в Совет Федерации от Владислава Даванкова вошёл член Федерального политсовета Партии роста Сергей Дёмин.
На перспективу лидер Партии роста Борис Титов высказался о планах выставить общего с «Новыми людьми» кандидата на президентских выборах 2024 года. Планы подтвердились на предвыборном съезде «Новых людей» 24 декабря 2023 года, где было объявлено о выдвижении Владислава Даванкова единым кандидатом в президенты Российской Федерации и решении объединить партии на съезде в конце февраля 2024 года.